# Deutschstunde

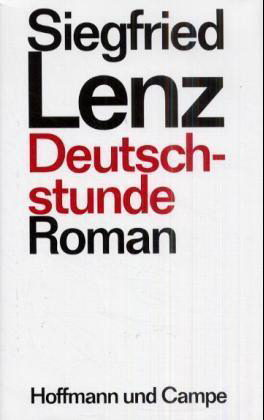
Umschlag der Erstausgabe, 1968

Der Roman Deutschstunde von Siegfried Lenz erschien 1968. Lenz bringt in diesem Werk das zentrale Thema der deutschen Nachkriegsliteratur auf den Punkt: die Verquickung von Schuld und Pflicht in der Zeit des Nationalsozialismus. Im Mittelpunkt steht der Widerspruch von Pflichterfüllung und individueller Verantwortung.
Die widerstreitenden Überzeugungen werden in den Gegenspielern des Romans personifiziert, dem Polizisten Jens Ole Jepsen und dem Maler Max Ludwig Nansen. Letzterer hat ein Vorbild in Emil Nolde, dessen Werke trotz seiner antisemitischen und pro-nationalsozialistischen Gesinnung in der NS-Zeit als „entartete Kunst“ verfemt wurden.
In der Rahmenhandlung schreibt der Sohn des Polizisten, Siggi Jepsen, in einer Anstalt für schwer erziehbare Jugendliche die Geschehnisse in einem Besinnungsaufsatz nieder. Der Titel Deutschstunde ist somit doppeldeutig – als Deutschunterricht sowie als Lehrstunde in deutscher Geschichte.

## Inhalt

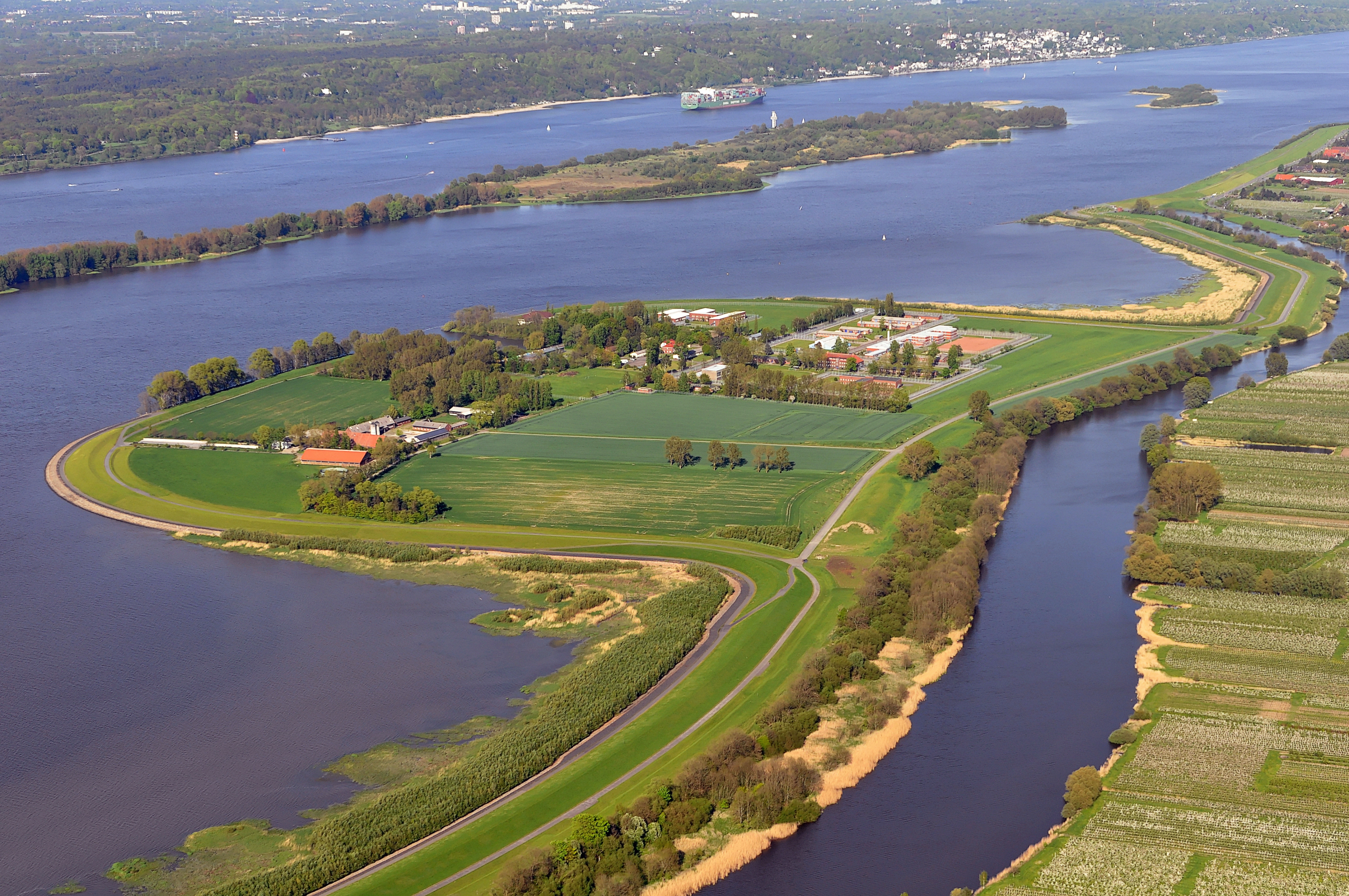
Elbinsel Hahnöfersand mit der Justizvollzugsanstalt Hahnöfersand – die Anstalt im Roman befindet sich auf einer „Schwesterinsel“.

Siggi Jepsen, Insasse einer Anstalt für schwer erziehbare Jugendliche, bekommt in einer Deutschstunde das Aufsatzthema „Die Freuden der Pflicht“ gestellt und scheitert daran: Er gibt ein leeres Heft ab. Der Grund für sein Scheitern liegt jedoch darin, dass er zu diesem Thema zu viel zu sagen hat – im Arrest, der von ihm freiwillig immer weiter verlängert wird, schreibt Siggi nun über seine Kindheit und Jugend, die unter dem Zeichen der „Pflicht“ gestanden hat. Siggi Jepsens Vater Jens Ole war der „nördlichste Polizeiposten Deutschlands“ in dem fiktiven schleswig-holsteinischen Dorf Rugbüll gewesen.
Jens Ole Jepsen erhält 1943 von der nationalsozialistischen Obrigkeit den Auftrag, gegen den expressionistischen Maler Max Ludwig Nansen ein Malverbot auszusprechen und dieses Verbot zu überwachen. Obwohl Jepsen seit seiner Jugend mit Nansen befreundet ist und dieser ihm sogar einmal das Leben gerettet hat, kommen ihm keinerlei Zweifel an seiner Pflicht, diese Anordnungen rigoros zu befolgen. Als er seinen zu dieser Zeit zehnjährigen Sohn Siggi dazu anstiften will, den Maler zu bespitzeln, bringt er ihn damit in einen Gewissenskonflikt, denn Nansens Atelier ist für Siggi wie ein zweites Zuhause. Er beschließt, seinem Vater nicht zu gehorchen, und hilft stattdessen Nansen beim Verstecken von Bildern.
Siggis Vater ist von fanatischer Pflichterfüllung angetrieben, weniger von der nationalsozialistischen Ideologie, im Unterschied zu seiner Frau, die, wie gelegentlich zum Ausdruck kommt, vollkommen vom Nationalsozialismus überzeugt ist. Als Siggis Bruder Klaas sich selbst verstümmelt, um nicht weiter Kriegsdienst leisten zu müssen, wird er von seinen Eltern verstoßen – nur mit Glück und Nansens Hilfe kann er den Krieg überleben.
Selbst nach Kriegsende kommen dem Vater keine Zweifel, im Gegenteil, er beharrt auf der Überzeugung, dass es weiterhin seine Pflicht sei, Nansens Bilder zu vernichten. Hierbei kommen ihm gelegentliche Anflüge des „zweiten Gesichts“ zu Hilfe. Als die alte Mühle, in der Siggi einige von Nansens Bildern untergebracht hat, in Flammen aufgeht, nimmt Siggi an, sein Vater habe das Bilderversteck entdeckt und in Brand gesetzt. Siggi steigert sich nun in den Wahn hinein, Nansens Bilder vor seinem Vater „retten“ zu müssen. Er wird so zum Kunstdieb, was schließlich zu seiner Verhaftung und der Einlieferung in die Besserungsanstalt führt.

## Form und Erzählperspektive
Im Roman bildet die Erzählgegenwart Siggi Jepsens im Erziehungsheim in den Jahren 1952 bis 1954 die Rahmenerzählung, seine in Rückblenden erinnerte Vergangenheit der Jahre 1943 bis 1945 die Binnenhandlung. Während sich sowohl Erzählzeit als auch erzählte Zeit über einen längeren Zeitraum erstrecken und das Verfließen der Zeit ein ständig präsentes Motiv ist (etwa durch die Blicke auf die Elbe), ist der Erzählort extrem eingeengt: das abgeschlossene Zimmer einer Anstalt, die sich wiederum auf einer Insel befindet. Nur in der Erinnerung ist dem Protagonisten eine gedankliche Mobilität möglich. Sowohl die Erziehungsanstalt als auch das Dorf Rugbüll sind Modellorte. Winfried Freund bezeichnet das Dorf „im Abseits von Gesellschaft und Geschichte“ als „Provinz schlechthin“ und „Modell für akut verengtes Leben“.
Der Roman wird in der Ich-Form erzählt. Er nimmt die Perspektive Siggi Jepsens ein und bedient sich Ausdrucksformen der Jugendsprache, salopper Anreden und erkennbarer Übertreibungen. Lenz sprach selbst von Rollenprosa. Kontrastiert wird der jugendliche Ich-Erzähler durch den wissenschaftlich-trockenen Nominalstil und die Fachtermini der Diplomarbeit des fiktiven Psychologen Wolfgang Mackenroth, die immer wieder in den Roman montiert ist. Ein weiteres Element von Multiperspektivität liegt in der Dopplung der Perspektive Siggi Jepsens vor, dem Kontrast zwischen der Froschperspektive des zehnjährigen Siggis in der Erzählvergangenheit und der kommentierenden Vogelperspektive des nahezu Volljährigen in der Erzählgegenwart. Der Vorgang des Erzählens bleibt dem Leser durch Einschübe des erzählenden Protagonisten stets präsent. Die Erinnerung selbst hingegen ist fragmentarisch, bruchstückhaft und häufig vom Zufall bestimmt, was sich laut Wilhelm Große auch „in der losen Fügung der einzelnen Kapitel widerspiegelt“.

## Interpretation

### Titel und Hintergrund

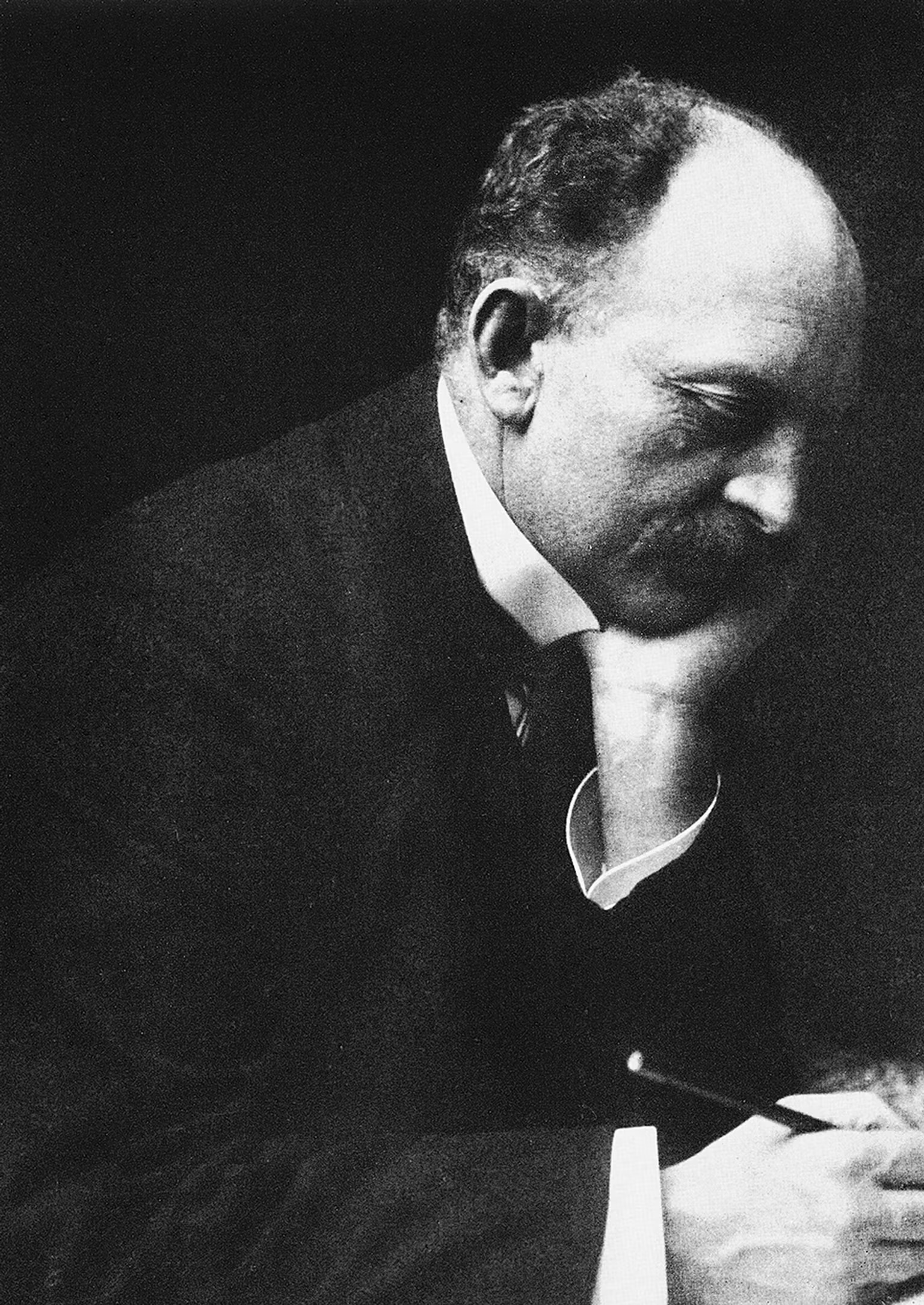
Emil Nolde auf einem Porträtfoto von 1929

Der Titel Deutschstunde verweist auf den Deutschunterricht, der Schüler in der deutschen Sprache und Literatur unterweisen soll. Das Aufsatzthema „Die Freuden der Pflicht“, das Siggi Jepsen in der Erziehungsanstalt verordnet wird, zielt jedoch darüber hinaus auf eine charakterliche Erziehung und Wertevermittlung. Solche Art von Besinnungsaufsätzen waren gerade in der Zeit des Nationalsozialismus ein beliebtes Mittel der ideologischen Unterweisung. Als so genannte freie Erörterungen haben sie jedoch auch nach 1945 ihren Platz im Schulunterricht behalten. Gleichzeitig ist die Deutschstunde jedoch auch eine Geschichtsstunde über deutsche Geschichte und „typisch deutsche“ Eigenschaften wie etwa den hohen Stellenwert des ethischen Prinzips der Pflicht. So gehörte nicht zuletzt ein falsch verstandenes Pflichtbewusstsein zu jenen deutschen Tugenden, die den Nationalsozialismus und seine Folgen erst möglich machten. Im Verlagsvertrag lautete der Arbeitstitel noch Die Deutschstunde.
Die Figur des Malers Max Ludwig Nansen ist dem Expressionisten Emil Nolde nachempfunden, der mit Geburtsnamen „Hansen“ hieß und in Seebüll im Norden Schleswig-Holsteins lebte. Noldes Bilder wurden von den Nationalsozialisten als so genannte „entartete Kunst“ verfemt und beschlagnahmt. Nachdem er 1941 mit einem Berufsverbot belegt worden war, entstanden privat seine so genannten „ungemalten Bilder“. Das Bild Der Mann im roten Mantel, das im Roman eine zentrale Stellung in Nansens Werk einnimmt, erinnert an Noldes Bild Trio, in dem ebenfalls ein Mann – allerdings in einem gelben Mantel – einen Handstand vorführt. Die Vornamen Max und Ludwig verweisen auf zwei weitere expressionistische Künstler, die im Dritten Reich verfolgt wurden: Max Beckmann und Ernst Ludwig Kirchner.
Anders als die Romanfigur von Lenz war Nolde, trotz der Beschlagnahmung und Unterdrückung seiner Kunst im Dritten Reich, bis Ende des Zweiten Weltkriegs überzeugter Nationalsozialist, Antisemit und Bewunderer Adolf Hitlers. Laut Jochen Hieber ist nicht bekannt, wie detailliert Siegfried Lenz zum Zeitpunkt der Entstehung der Deutschstunde über Noldes belastete Biografie Bescheid wusste. Bei einem Auftritt im Deutschen Literaturarchiv in Marbach 2014 bezeichnete Lenz den Maler als problematischen Menschen, der sich in politischer Hinsicht „ein bisschen katastrophal“ verhalten habe. Zwar ließe sich darüber nachträglich nicht Gericht halten, aber er werfe Nolde vor, sich für seine Kollaboration mit den Nationalsozialisten auch nach dem Krieg nie entschuldigt zu haben.

### Pflicht
Im Mittelpunkt der Deutschstunde, wie auch in anderen Werken Siegfried Lenz’, steht der Pflichtbegriff, die Fragen nach den Grenzen der Pflicht und dem Widerspruch von Pflichterfüllung und individuellem Verantwortungsbewusstsein, der in den beiden Antagonisten Jens Ole Jepsen und Max Ludwig Nansen einander gegenübergestellt wird. Der Polizist Jepsen ist der Prototyp des pflichtbewussten und gehorsamen, dabei demokratieunfähigen Kleinbürgers, der wesentlich zur Machtergreifung und -ausübung der Nationalsozialisten beigetragen hat. Er handelt nach den Maximen „Befehl ist Befehl“ und „Ich tue nur meine Pflicht“ und kennt in seiner Pflichterfüllung und Autoritätshörigkeit keine Grenzen, so dass er zum unmenschlichen Vollstrecker der Diktatur wird. Selbst nach Ende des Dritten Reiches ist er nicht in der Lage, die einmal anerkannte Pflicht zu korrigieren, und bleibt ein unbelehrbarer Prinzipienreiter. Bestärkt wird er durch seine Frau Gudrun, die in ihrer Ablehnung alles Fremden und Neuen die typischen Eigenschaften eines Spießbürgers zeigt.
Im Gegensatz zu ihnen steht der Maler Nansen, der keine Autorität anerkennt und die Maxime seines Handelns ausschließlich aus seinen eigenen Überzeugungen und seinem Verantwortungsgefühl ableitet. Pflicht, wie Jepsen sie versteht, ist für ihn nur „blinde Anmaßung“, der Widerstand dagegen unvermeidlich, um seine individuelle künstlerische Selbstentfaltung zu gewährleisten. Siggi Jepsen, vor die Wahl zwischen diesen beiden Antipoden gestellt, entscheidet sich aus Sympathie für den Maler Nansen und entwickelt unter dem Eindruck des manisch-übersteigerten Pflichtbewusstseins seines Vaters bald sein eigenes Pflichtgefühl, das ihn zur Rettung der Bilder des Malers bewegt. Das ihm gestellte Aufsatzthema „Die Freuden der Pflicht“ zeigt, wie stark das vom Vater verkörperte Pflichtideal auch nach 1945 in der Gesellschaft verankert blieb.

### Zeit-, Entwicklungs-, Künstlerroman
Durch die verschiedenen Zeitebenen verknüpft Lenz einen Zeitroman, die Darstellung der ideologischen Verstrickungen in der Zeit des Nationalsozialismus, mit einem Bildungs- oder Entwicklungsroman, der geistigen Entwicklung des jugendlichen Siggi Jepsen an der Schwelle seiner Volljährigkeit. Erst das Durchdringen der beiden Zeitebenen, die Gleichzeitigkeit von erlebter Geschichte und reflektierender Gegenwart im Sinne einer Erinnerungsarbeit ermöglicht die Bewältigung der Vergangenheit und den Aufbruch in die Zukunft. Winfried Freund formuliert: „Rückblickend schaut der Erzähler vorwärts. Aus den Fragen des Gestern entwickeln sich die Antworten für das Morgen. […] Verstehen der Vergangenheit ist die Bedingung für verständiges Handeln in der Zukunft.“ Deutschstunde erweist sich aber auch als ein moderner Künstlerroman, der in der Figur Siggi Jepsens das Entstehen eines Schriftstellers aus der Auseinandersetzung mit der Vergangenheit zeigt. Den Kontrapunkt zu Siggi Jepsens persönlicher Erinnerungsarbeit bildet die Perspektive des Psychologen Wolfgang Mackenroth, dessen objektiv-wissenschaftlicher Untersuchung die persönliche Betroffenheit und das subjektive Erleben fehlt. Die Studie des Psychologen macht aus dem Jugendlichen ein bloßes „Demonstrationsobjekt“.
Der offene Schluss steht im Gegensatz zur gebildeten Persönlichkeit im klassischen Bildungsroman. Es bleibt eine Skepsis gegen jegliche traditionelle Werte und Normen. An deren Stelle tritt die offene Annahme des „Wagnis des Lebens“, die Initiation des Eintritts in die Freiheit ohne vorgefertigte Antworten und Konzepte. Dennoch zeigt sich im Ende für Winfried Freund auch „der verhaltene Optimismus des humanen Realisten, der den Menschen wieder eine Chance gibt“, wenn sie Parteien und Programmen sowie pedantischer Pflichterfüllung misstrauen und sich gegenüber der Möglichkeit einer besseren Zukunft öffnen. So sieht Freund den Erfolg der Deutschstunde nicht zuletzt darin begründet, dass sie zu den wenigen Romanen der Gegenwart zählt, die einen hoffnungsvollen Ausblick in die Zukunft wagen, indem der Autor „Zeit- und Entwicklungsroman, geschichtliche Auseinandersetzung und persönlichen Lernprozeß miteinander verknüpft.“

## Rezeption

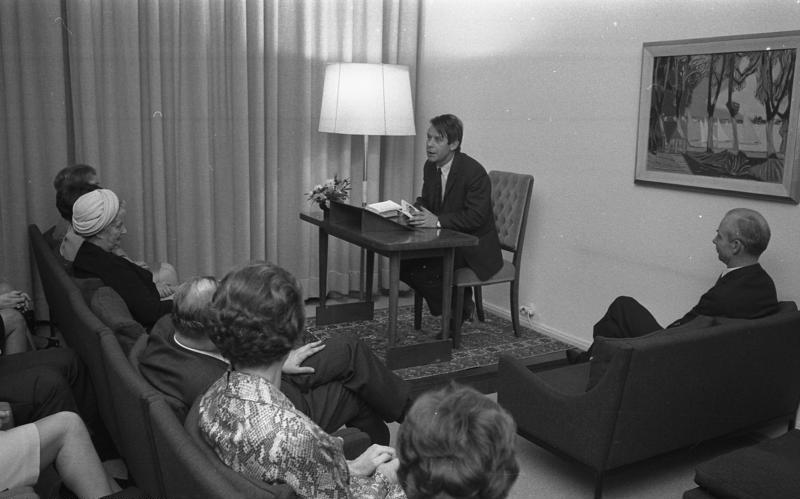
Siegfried Lenz liest in Bonn (1969)

Siegfried Lenz’ Roman Deutschstunde wurde zu einem der größten belletristischen Verkaufserfolge in Deutschland nach 1945. Der Roman, an dem der Autor vier Jahre gearbeitet hatte, erschien 1968 zur Frankfurter Buchmesse und mitten in die Zeit der Studentenunruhen 1968 hinein, was ihm eine besondere Aufmerksamkeit verlieh. Innerhalb kurzer Zeit verkaufte der Verlag Hoffmann und Campe 250.000 Exemplare. Am 16. Dezember 1968 erreichte der Roman Platz 1 der Bestsellerliste des Spiegel, auf der er sich die nächsten Monate hielt. Noch in der Jahresliste des Folgejahres belegte er mit großem Abstand den ersten Rang. Nachdem das Buch in mehr als 20 Sprachen übersetzt worden war, erhielt Lenz von seinem Verleger als Anerkennung ein Aquarell Emil Noldes.
Die Aufnahme in der Literaturkritik war wohlwollend, aber verhalten. Dem moralischen Engagement und handwerklichen Können des Autors wurde ein geringer künstlerischer Wert des Werks gegenübergestellt. Stimmen wie Günther Just, laut dem Lenz mit seinem Roman „zu weltliterarischem Rang aufrückte“, blieben in der Minderheit. Werner Weber las ein „Meisterwerk […], dessen Ernst voller Trauer ist – wie es nur bei einem Beobachter sein mag, der Humor hat.“ Peter Laemmle beschrieb den Roman in Kindlers Literatur Lexikon als „literarische Vergangenheitsbewältigung“, in der Lenz „mehr mit moralischen als mit politischen Kriterien“ hantiere, wobei er die epische Ausuferung und das „Schema von Gut und Böse“ kritisierte. Laut Harro Zimmermann im Kritischen Lexikon zur deutschsprachigen Gegenwartsliteratur dämonisierte Lenz „das Alltäglich-Banale am Faschismus eher zum Bösartigen, als dass er seine Entstehung erklären könnte.“ Er sah die Gefahr, die Mitläufer des Nationalsozialismus zu entlasten, indem Schuld lediglich „an pathologischen Fällen wie dem pflichtversessenen Polizisten Jepsen“ festgemacht werde. Hartmut Pätzold kritisierte ganz allgemein die „Privatisierung der dargestellten gesellschaftlichen Vorgänge“, während Hans Wagener gerade die „enge Verbindung von Provinzlertum und Ideologie des Dritten Reiches“ begrüßte, durch die Rugbüll zur „Metapher für Deutschland“ werde.
Durch die Taschenbuchausgabe fand der Roman bald den Weg in den Schulunterricht und etablierte sich laut Wilhelm Große „zum Schulklassiker des Deutschunterrichts“. Für Manfred Lauffs ist der Roman bereits durch seinen Titel prädestiniert für einen „‚Favoriten‘ der Schullektüre“, da er den Schulunterricht an sich thematisiere und in den Erlebnissen Siggi Jepsens „Identifikations-, Vergleichs- und Distanzierungsmöglichkeiten in großer Zahl“ anbiete. Zudem erteile die Lektüre in einer objektiv-darstellenden und didaktischen Form „eine Lektion über Deutschland, deutsche Geschichte, deutsche Pflichtauffassung, deutsche Verhängnisse und deutsche Schuld“.
In der DDR erschien Deutschstunde erst 1974 im Aufbau-Verlag, sechs Jahre nach der Publikation in der Bundesrepublik. Gutachter attestierten dem Roman Mängel beim Verständnis von Krieg und Faschismus. Die Gutachterin Anneliese Große gelangte 1968 zum Urteil, „daß ein Abdruck des Romans bei uns nicht infrage kommt.“ 1974 hatte sich dieses Urteil insoweit gewandelt, als Kurt Batt den Roman im Nachwort der Aufbau-Ausgabe als eine „Ausnahme“ im kritisierten Frühwerk Siegfried Lenz’ ansah und sogar für einen „literarischen Glücksfall“ hielt. Er stellte fest: „Wie stets in Lenz’ Werken wird auch hier die Hauptfigur moralischen Prüfungen unterworfen“. Dabei lobte er, dass „die ethischen Probleme […] in ihrer charakteristischen zeittypischen Ausprägung erzählerisch gefaßt werden“, bemängelte jedoch auch, dass „Lenz’ Erzählwelt gegen außerbürgerliche Fragestellungen und Alternativen abgeriegelt bleibt“. Die Deutschstunde blieb für Batt insofern eine Ausnahme im Schaffen des Autors, als ihm ein tiefgestaffelter Roman gelang, dessen Geschehen einen längeren, historisch genau georteten Zeitraum umfasst.
Vor dem Hintergrund des Verhaltens Emil Noldes während des Dritten Reiches, seiner mehrfach geäußerten Bewunderung für den Nationalsozialismus und seines Antisemitismus, entfachte Jochen Hieber 2014 eine Debatte in den Feuilletons über Lenz’ Roman, seine Authentizität und Wirkungsgeschichte. So habe etwa das gegen Nansen ausgesprochene „Malverbot“ im Roman auf eine Verklärung des realen Nolde ausgestrahlt, obwohl diesem nur der Verkauf seiner Arbeiten untersagt gewesen sei. Ebenso sei die biografische Skizze Mackenroths im Roman im Vergleich zum Vorbild Nolde deutlich „veredelt“ worden. Daher müsse die „Wirkungsgeschichte des Romans […] umgeschrieben werden.“ Jutta Müller-Tamm unterstützte die Vorwürfe und erkannte im Roman „einen tendenziösen Umgang mit historischen Zusammenhängen“. Willi Winkler hingegen spottete, dass „Literaturwissenschaftler Hieber schon mal vom Unterschied zwischen einer realen und einer fiktiven Figur gehört haben“ sollte. Laut Ulrich Greiner werden Deutschlehrer ihre Schüler in Zukunft noch stärker auf den Unterschied zwischen Emil Nolde und Max Ludwig Nansen aufmerksam machen müssen, was jedoch nichts daran ändere, „dass die ‚Deutschstunde‘ zu den bedeutendsten Romanen der deutschen Literatur gehört.“ Philipp Theisohn sieht immerhin die Möglichkeit einer geänderten Lektürehaltung, da dem Roman – ganz im Gegensatz zu den einschlägigen Lektürehilfen – „die Verwandlung des eigenen Deutungshorizonts, die damit einhergehende Veränderung des Lichteinfalls und das Erhellen wie Verdunkeln der Figuren so tief eingeschrieben“ sei wie wenig anderen Texten des 20. Jahrhunderts.

## Adaptionen und Nachlass
Peter Beauvais verarbeitete den Roman-Stoff 1971 zum zweiteiligen Fernsehfilm Deutschstunde.
Der Hessische Rundfunk veranstaltete vom 9. bis 17. April 1995 eine öffentliche Lesung des Dichters in Frankfurt am Main in 19 Stunden.
Die erste autorisierte Bühnenfassung von Stefan Zimmermann wurde am 4. November 2014 in Lahr durch das a.gon Theater München uraufgeführt. Florian Stohr spielte Siggi Jepsen, den Maler Max Ludwig Nansen stellte Max Volkert Martens dar.
Im Jahr 2019 hat der Regisseur Christian Schwochow den Film für das Kino neu inszeniert.
Lenz’ Nachlass liegt im Deutschen Literaturarchiv Marbach. Teile davon sind im Literaturmuseum der Moderne in Marbach in der Dauerausstellung zu sehen, insbesondere das Manuskript zu Deutschstunde.

## Ausgaben
- Siegfried Lenz: Deutschstunde. Hoffmann und Campe, Hamburg, Erstausgabe 1968, ISBN 3-455-04211-2; NA: als (= Die Bibliothek des Nordens), 2006, ISBN 978-3-455-40035-9. (37 Wochen lang in den Jahren 1968 und 1969 auf dem Platz 1 der Spiegel-Bestsellerliste)
- Siegfried Lenz: Deutschstunde. dtv, München 2006, ISBN 3-423-13411-9.
- Siegfried Lenz: Deutschstunde / So zärtlich war Suleyken. Autorenlesung, Universal Music, Berlin 2004, ISBN 3-8291-1424-9.

## Sekundärliteratur
- Wolfgang Beutin: „Deutschstunde“ von Siegfried Lenz. Eine Kritik. Hartmut Lüdke Verlag, Hamburg 1970.
- André Brandenburg: Siegfried Lenz, Deutschstunde. Beyer, Hollfeld 1997, ISBN 3-88805-512-1 (= Blickpunkt – Text im Unterricht; 512).
- Theo Elm: Siegfried Lenz, Deutschstunde. Engagement und Realismus im Gegenwartsroman (= Kritische Information, Band 16). Fink, München 1974, OCLC 601512919 (Dissertation Universität Erlangen 1974, 143 Seiten, 8).
- Winfried Freund: Siegfried Lenz: Deutschstunde. In: Interpretationen. Romane des 20. Jahrhunderts. Band 2. Reclam, Stuttgart 1993, ISBN 3-15-008809-7, S. 212–240.
- Wilhelm Große: Siegfried Lenz: Deutschstunde (= Königs Erläuterungen und Materialien, Band. 92). C. Bange Verlag, Hollfeld 2014, ISBN 978-3-8044-1933-9.
- Fred Müller: Siegfried Lenz, Deutschstunde. Interpretation (= Oldenbourg-Interpretationen, Band 80). Oldenbourg, München 1996, ISBN 3-486-88679-7.
- Vladimir Tumanov: Stanley Milgram and Siegfried Lenz: An Analysis of Deutschstunde in the Framework of Social Psychology. In: Neophilologus 91 (1) 2007, S. 135–148.
- Albrecht Weber: Siegfried Lenz, Deutschstunde. Interpretation. Mit Beiträgen von Birgit Alt und Hendrik Rickling. Oldenbourg, München 1973